# استنلی میلر
استنلی لوید میلر (به انگلیسی: Stanley Lloyd Miller) (زاده ۷ مارچ ۱۹۳۰ - درگذشته ۲۰ می ۲۰۰۷) شیمیدان و زیست‌شناس آمریکایی است که به دلیل تحقیقات در مورد منشأ حیات به خصوص آزمایش میلر-یوری مشهور است. این آزمایش بیان می‌کند که ترکیبات آلی پیچیده می‌تواند توسط فرایندهای نسبتاً ساده فیزیکی از مواد معدنی ایجاد شود. این آزمایش در محیط و شرایطی انجام می‌گیرد که بتواند بازنمایی شرایط اولیه جوی زمین باشد.

## پیدایش حیات
در آغاز قرن بیستم دو بیوشیمیست به نام‌های اوپارین و هالدین اظهار داشتند که ترکیبات پیچیده شیمیایی موجودات زنده، از مولکول‌های ساده موجود بر کرهٔ زمین حاصل شده‌اند. در سال ۱۹۵۳ میلادی استنلی میلر با ایجاد شرایط اولیهٔ کرهٔ زمین توانست در آزمایشگاه این ترکیبات پیچیده آلی را به وجود آورد. وی برای این منظور گازهای آمونیاک، متان، هیدروژن و بخار آب را با هم مخلوط کرد و توسط تخلیه‌های الکتریکی با ولتاژ بالا، شرایط ترکیب آن‌ها را فراهم ساخت. میلر توانست پس از چند هفته، مایعی پرتقالی رنگ که در آن بیش از شش نوع مختلف آمینواسید، سیانورهیدروژن و انواع آلکالوییدها را داشت، به دست آورد. به این ترتیت مولکول‌های ساده، تبدیل به مولکول‌های آلی شدند. شرایطی را که میلر در آزمایشگاه فراهم آورد، تقریباً همان شرایط اولیهٔ جوی کره زمین بود. البته این دستگاه طی چند هفته مواد آلی را تولید می‌کرد، در صورتی که مواد آلی در جو کره زمین طی میلیون‌ها سال تولید شده‌اند.

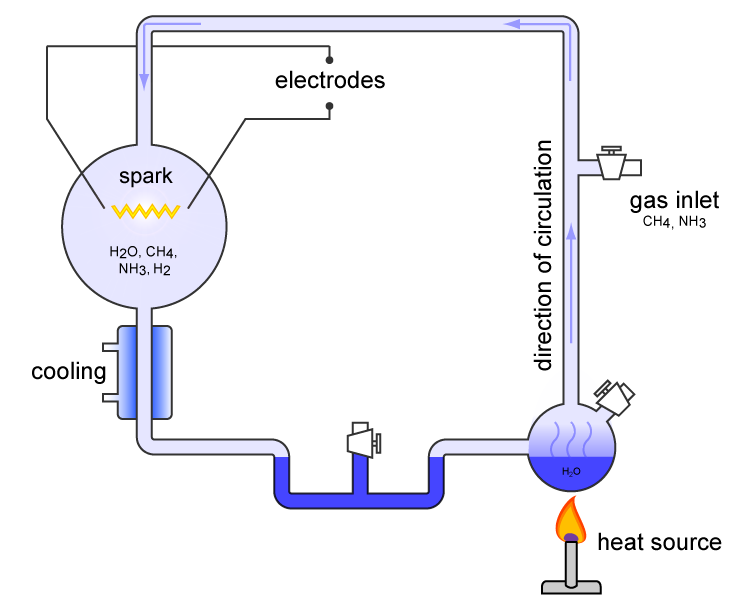
تصویر دستگاهی که میلر در آزمایش خود از آن استفاده می‌کرد